# Lipocarpha barteri
Lipocarpha barteri är en halvgräsart som beskrevs av Charles Baron Clarke. Lipocarpha barteri ingår i släktet Lipocarpha och familjen halvgräs. Inga underarter finns listade i Catalogue of Life.